# Abu El-Ola
Abu l-Ola (en árabe: أبو العلا المأمون إدريس بن المنصور‎; abū l-‘ulā al-mā'mūn idrīs ibn al-manṣūr) (fallecido el 16 o 17 de octubre de 1232) fue un gobernador de al-Ándalus que en 1227 se hizo soberano independiente, sublevándose contra su hermano Abu Muhámmad al-Ádil, emir de los almohades, en cuyo nombre gobernaba. Tomó el nombre de al-Mamún y pasó a África con un poderoso ejército declarando la guerra a su sobrino Yahya al-Mutásim, quien había sido proclamado califa por los asesinos de al-Ádil. Venció a Yahya y tomó Marruecos, pero al descuidar el gobierno de al-Ándalus, surgieron las terceras taifas, quedando así muy limitado el poder de los almohades en 1230.

## Origen y primeros cargos
Era hijo del tercer califa almohade, Abu Yúsuf Yaacub al-Mansur y hermano del también califa Abu Muhámmad al-Ádil, al que apoyó contra el tío de ambos, Abu Muhámmad al-Majlú. Su madre era hija de Muhámmad ibn Mardanís.
Cuando su hermano se proclamó califa en Murcia en marzo de 1224, Abu l-Ola era gobernador de Córdoba. Al-Ádil le entregó el gobierno de Sevilla y al anterior gobernador de esta, Abdalah el Baezano le dio el de Córdoba. La sombría situación militar en la península ibérica hizo que al-Ádil optase por pasar al Magreb, Abu l-Ola quedó encargado de los territorios andalusíes que reconocían su autoridad, muy castigados por las incursiones leonesas y castellanas, y por la rebelión de El Baezano, que se había alzado contra al-Ádil en el invierno del 1224. Entre noviembre del 1225 y septiembre del 1227, Abu l-Ola siguió fiel a su hermano y logró vencer al rebelde de Baeza en marzo del 1226.

## Reinado
Fue el tercer hijo del califa Abu Yúsuf Yaacub, que alcanzó el trono almohade. Se proclamó califa en Sevilla el 15 de septiembre de 1227. Acataron su autoridad Sevilla, la zona valenciana y parte de al-Ándalus. A partir de agosto del 1228, tuvo que hacer frente al levantamiento de Ibn Hud. Al mismo tiempo y para evitar las acometidas de Fernando III de Castilla, tuvo que pagarle a este onerosas parias. Mientras, en el Magreb, su sobrino Yahya al-Mutásim se había hecho con el control de Marrakech.
En octubre del 1228, pasó al Magreb y logró expulsar de la capital almohade a su sobrino al-Mutásim, pero perdió al mismo tiempo el dominio de la península ibérica, que se dividió en las terceras taifas, e Ifriquiya, que gobernaban autónomamente los hafsíes desde el 1223. Abjuró de la doctrina almohade y trató de reformar la corte. Incapaz de detener la expansión de los benimerines, no pudo detraer recursos para recuperar al-Ándalus o Ifriquiya y falleció el 17 de octubre de 1232 al regreso de un infructuoso asedio de Ceuta, donde uno de sus hermanos se había rebelado contra él. Fue sucedido por su hijo Abd al-Wáhid II.